# 常圧蒸留装置

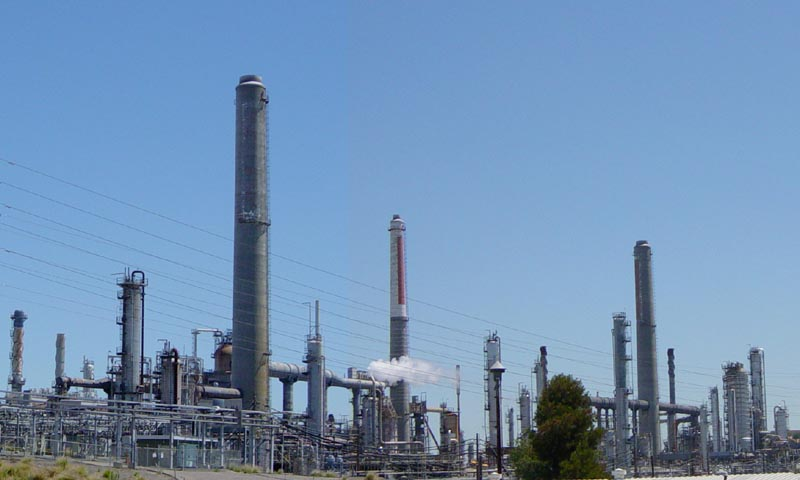
米カリフォルニア州、Martinezのシェル石油の石油精製施設

常圧蒸留装置（じょうあつじょうりゅうそうち）は、原油を大気圧より少し高い圧力で蒸留して異なる沸点を持つ留分に分離する装置である。「トッパー」、「トッピング装置」、「原油蒸留装置」ともいう。真空下で運転される減圧蒸留装置との対比によりこの名称で呼ばれる。
灯油や軽油には添加物が加えられてこのまま製品とされることが多いが、オフガスやLPG、ガソリン等はさらに処理・調整が施され、残油もさらに減圧蒸留や改質などの処理を受けてから製品となることが多い。

## 主蒸留塔

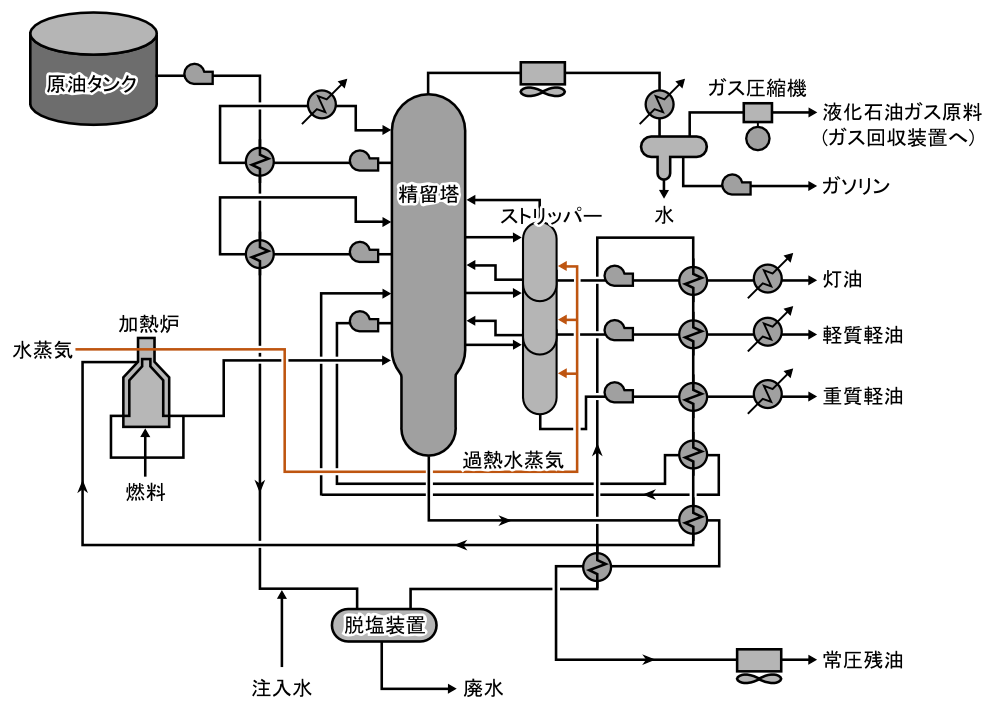
常圧蒸留塔と周辺装置類のブロックダイアグラム

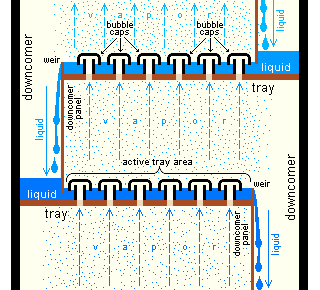
蒸留塔の内部

主蒸留塔（常圧蒸留塔、主精留塔）は常圧蒸留装置の中心となる蒸留塔で、高さは約50m、直径は数mの巨大な円柱状の設備である。内部には棚段（トレイ）が数十段設置されており、多段階の気液接触によって多成分の混合物である原油を各留分に分離する。
主蒸留塔の底部にはストリッピング・スチームという水蒸気を導入して塔底製品である重油中の低沸点成分を除去する。つまり原油常圧蒸留は水蒸気蒸留の一種である。常圧蒸留装置にはリボイラーなどの塔内加熱装置は設置されない。
塔頂からは液体留出物としてナフサ、LPGなどの混合物が得られる。塔頂からの気体製品はオフガスと呼ばれる。
主蒸留塔の途中の段のうち2・3か所からも液体の抜き出しがなされる。抜き出された液をサイドストリッパーと呼ばれる比較的小型の蒸留塔に導き、ストリッピング・スチームと接触させて低沸点成分を除去し灯油、軽油などを得る。

## 加熱および熱回収設備
上述のように主蒸留塔には加熱装置が設置されていないので、蒸留に必要な熱エネルギーは原油を加熱炉により約350‐360℃に加熱して主蒸留塔に導入することによって供給する。この原油加熱炉はエネルギー多消費産業である石油精製の各工程で最大のエネルギーを消費する機器である。
灯油、軽油、重油など蒸留塔から取り出された液体は蒸留塔から抜き出された時点では温度が高いので、熱交換器によって原油に熱を与え自らは冷却される。分留された各製品を後続工程に送るためには冷却が必要なので、このような熱交換は一石二鳥といえる。実際の設備では数十基の熱交換器を複雑に組み合わせて徹底的に熱回収を行い、加熱炉の負荷を少しでも小さくしてエネルギー効率を上げるようにしている。

## その他の設備

### 脱塩装置
原油には水分、塩分、鉄分、泥などの不純物が含まれているため、加熱炉の上流で脱塩槽（デソルター）を用いて除去される。脱塩槽の上流で原油に少量の水を加え、よく混合することによってエマルションを形成し、不純物を水粒子中に取り込む。脱塩槽では内部に設置された電極によって高電圧を掛け、静電作用でエマルションを凝集させて水を分離する。

### スタビライザー
スタビライザーは塔頂から得られるナフサとLPGの混合物を分離する蒸留塔である。ナフサをナフサ・スプリッターによってさらに蒸留して軽質ナフサと重質ナフサに分離することもある。
主蒸留塔からのオフガスにはLPGが少なからず含まれているので、分離を改善するためにガス回収装置を設置することもある。これは圧縮機、蒸留塔などを組み合わせてオフガス中にあるプロパン、ブタンをLPGとして回収する設備である。

## 精製される留分
常圧蒸留装置から得られる留分を沸点の低い順に述べる。
オフガス
主にメタン、エタンからなり、工場内の燃料として使用されることが多い
LPG
プロパン、ブタンからなり、燃料や石油化学原料として使用される
ナフサ
沸点範囲が35 - 180℃程度の炭化水素からなり、ガソリン原料や石油化学原料として使用される
灯油
沸点範囲が170 - 250℃程度の炭化水素からなり、水素化脱硫を経て燃料（灯油およびジェット燃料）として使用される
軽油
沸点範囲が240 - 350℃程度の炭化水素からなり、水素化脱硫を経て燃料として使用される
重油（常圧残油）
沸点が350℃以上の炭化水素からなり、減圧蒸留装置で減圧軽油と減圧残油に蒸留分離してから製品とすることが多い

## 処理能力の単位
石油精製の出発点となる装置なので常圧蒸留装置の処理量をもって石油精製工場全体の処理能力とすることが多い。日本でよく使用される単位はバレル/日である。なお、バレル/日の定義には以下の二種類がある。
BPSD
設備が能力いっぱいで稼動する際の一日あたり処理量 (barrel per stream day)
BPCD
保全などのために設備が停止している期間を含めて考えた一日あたりの平均処理能力 (barrel per calendar day)
たとえば10万BPSDの装置が年間330日稼動し残りの35日間は停止しているとすると、BPCDで計った処理能力は 100,000BPSD × 330日 ÷ 365日 によって約90,410 BPCDと計算される。単にバレル/日と表記してある場合はBPSDであることが多い。